# Palazzo Bargagli (Firenze)
Palazzo Bargagli è un edificio di Firenze, situato in corso Tintori 29, angolo volta dei Tintori, con affaccio anche sul lungarno delle Grazie 22.

## Storia e descrizione

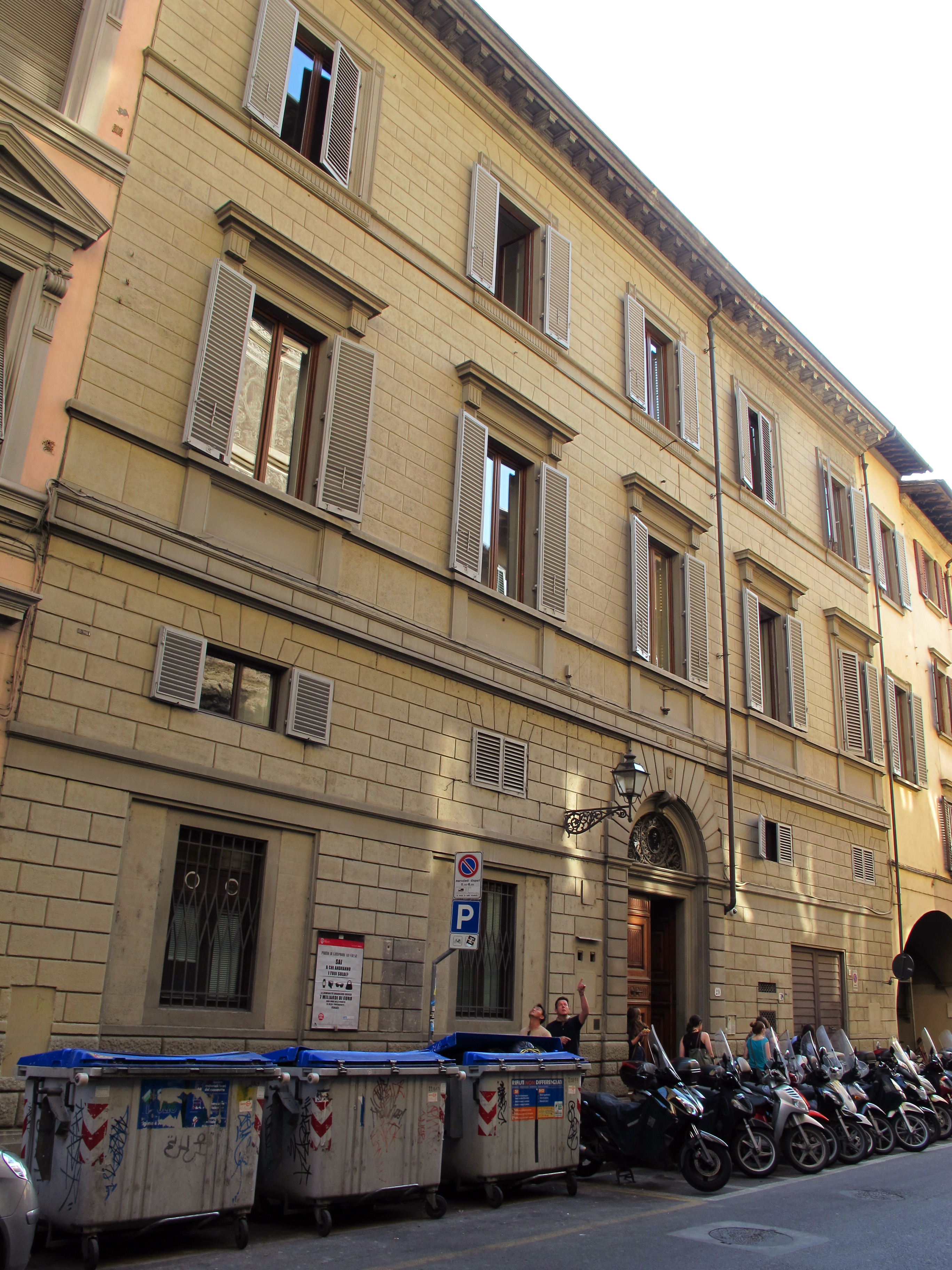
Facciata su corso Tintori

Il grande edificio, per quanto sorto su preesistenze, si presenta attualmente nelle forme assunte nel corso degli interventi ottocenteschi, con una ampia facciata sul corso dei Tintori che si sviluppa per tre alti piani organizzati su cinque assi. Sul lato del lungarno il fronte si sviluppa per quattro piani su sei assi, caratterizzato da un elevato e inusitato numero di finestre e balconi, evidentemente per sfruttare al meglio la posizione aperta al fiume e alla luce. Sul fiume si apre inoltre una grande altana con colonnato. Gli interni si presentano ricchi di stucchi databili ai primi del Novecento. 
Occupato a lungo da uffici comunali, ospita attualmente, tra l'altro, la redazione fiorentina del Corriere della Sera, la sede della Confcommercio Firenze e quella di ISI Florence, un istituto di studi per università americane.  L'edificio è stato interessato da un cantiere di restauro nel corso del 2007. 
Sulla volta dei Tintori, in corrispondenza del nucleo più antico dell'edificio, si trova un lapidino con un antico numero d'inventario.

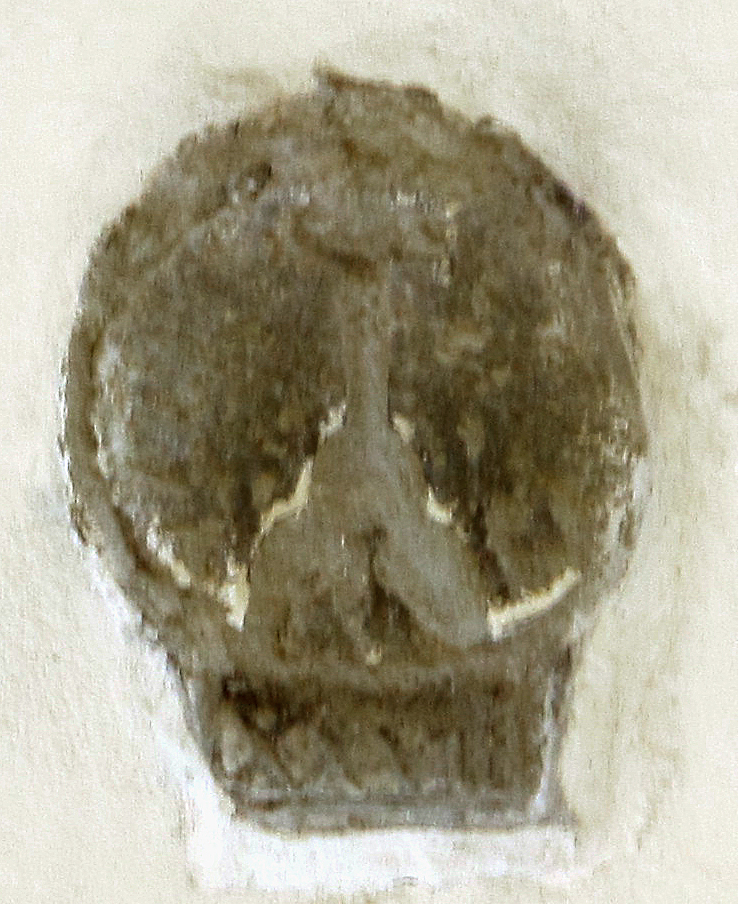
Pietrino di Montedomini
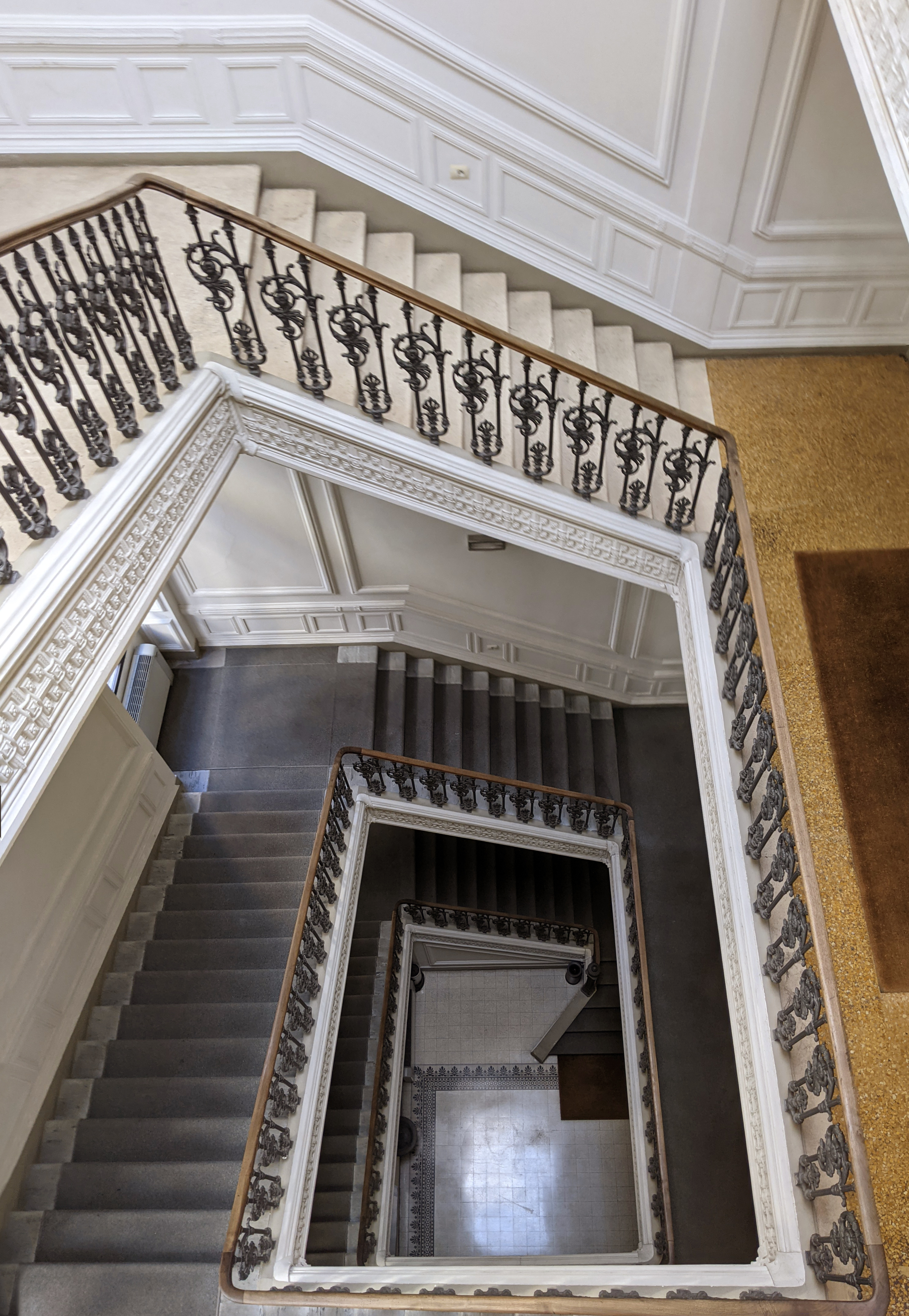
Scalone interno